# Hana Hayes
Hana Hayes ist eine US-amerikanische Schauspielerin.

## Leben
Hayes begann ihre Schauspielkarriere mit Rollen in Kurzfilmen sowie mit Gastauftritten in Fernsehserien wie Criminal Minds und Bucket & Skinner. Größere Bekanntheit erlangte sie durch ihre Rolle als Ashley Newell in Thunderstruck (2012) und als die Stimme von Sarah im Videospiel The Last of Us (2013).
Derzeit lebt sie in Los Angeles im US-Bundesstaat Kalifornien.

## Filmografie (Auswahl)
- 2011: Criminal Minds (Fernsehserie, Episode 7x03)
- 2011, 2013: Bucket & Skinner (Bucket & Skinner’s Epic Adventures, Fernsehserie, 3 Episoden)
- 2012: Thunderstruck
- 2012: Law & Order: Special Victims Unit (Fernsehserie, Episode 15x07)
- 2014: Mercy – Der Teufel kennt keine Gnade (Mercy)
- 2015: A Beautiful Now
- 2015: Stockholm, Pennsylvania
- 2015: Grey’s Anatomy (Fernsehserie, Episode 11x15)
- 2015–2016: The Grinder – Immer im Recht (The Grinder, Fernsehserie, 22 Episoden)
- 2017: To the Bone
- 2018: Insidious: The Last Key
- 2018: Du wurdest getaggt (T@gged, Fernsehserie, 12 Episoden)
- 2019: Relish
- 2020: Isolationship
- 2021: Plan B
- 2023: The Furry Fortune
- 2024: Road to Dreamland